# Kotaklik Shan
Der Kotaklik Shan ist ein Berg der Kunlun-Bergkette im autonomen Gebiet Xinjiang.
Der 6580 m hohe Kotaklik Shan liegt im westlichen Abschnitt des Kunlun am Südrand des Tarimbeckens. Der Berg befindet sich in einer vergletscherten Bergkette, die in West-Ost-Richtung verläuft. Der Fluss Keriya sowie ein linker Nebenfluss des Keriya grenzen den Gebirgszug im Osten und Westen ab.
Der Berg befindet sich 97 km nordöstlich vom Liushi Shan, dem höchsten Punkt des Kunlun.